# Licia dolce Licia/Juny peperina inventatutto
Licia dolce Licia/Juny peperina inventatutto è il trentaduesimo singolo della cantante italiana Cristina D'Avena pubblicato nel marzo 1987 e distribuito da C.G.D. Messaggerie Musicali S.p.A.

## I brani
Licia dolce Licia è una canzone incisa da Cristina D'Avena, come sigla della serie televisiva Licia dolce Licia, scritta da Alessandra Valeri Manera su musica di Giordano Bruno Martelli. Sulla copertina e sul disco la canzone è citata erroneamente come sigla della trasmissione Licia e i Bee Hive, dato che questo era il nome dell'album della serie.
Juny peperina inventatutto è una canzone scritta ancora da Alessandra Valeri Manera su musica di Enzo Draghi anche essa sigla televisiva dell'anime omonimo. La canzone è stata pubblicata anche sull'album Karaoke Sigle e Cartoni TV Volume 1 dello stesso Draghi, in una nuova versione strumentale ma molto simile all'originale. Lo scopo di questa cover e delle altre dell'album era quello di poter offrire ai fan delle versioni il più possibile uguali all'originale non pubblicabili perché bloccate dall'editore.

## Tracce
- LP: FM 13159

Lato A
Testi di Alessandra Valeri Manera, musiche di Giordano Bruno Martelli; edizioni musicali Canale 5 Music.
1. Licia dolce Licia – 3:10

Durata totale: 3:10
Lato B
Testi di Alessandra Valeri Manera, musiche di Vincenzo Draghi; edizioni musicali Canale 5 Music.
1. Juny peperina inventatutto – 3:10

Durata totale: 3:10

## Produzione
- Alessandra Valeri Manera – Produzione artistica e discografica
- Direzione Creativa e Coordinamento Immagine Mediaset – Grafica

## Produzione e formazione dei brani

### Licia dolce Licia
- Orchestra di Giordano Bruno Martelli – Esecuzione brano
- Giordano Bruno Martelli – direzione orchestra
- i Piccoli Cantori di Milano – cori
- Niny Comolli – direzione cori
- Laura Marcora – direzione cori

### Juny peperina inventatutto
- Vincenzo Draghi – tastiera, chitarra, programmazione
- i Piccoli Cantori di Milano – cori
- Niny Comolli – direzione cori
- Laura Marcora – direzione cori
- Paola Orlandi – cori aggiuntivi

## Pubblicazioni all'interno di album e raccolte
Licia dolce Licia e Juny peperina inventatutto sono state pubblicate diverse volte negli album all'interno di album e raccolte della cantante:
| Anno | Album                                 | Titolo                     | Versione                                            |
| ---- | ------------------------------------- | -------------------------- | --------------------------------------------------- |
| 1987 | Licia dolce Licia e i Bee Hive        | Licia dolce Licia          | Versione originale                                  |
| 1987 | Licia dolce Licia e i Bee Hive        | Licia dolce Licia          | Base musicale strumentale                           |
| 1987 | Fivelandia 5                          | Licia dolce Licia          | Versione originale                                  |
| 1987 | Fivelandia 5                          | Juny peperina inventatutto | Versione originale                                  |
| 1987 | Fivelandia TV                         | Juny peperina inventatutto | Videoclip utilizzato per la trasmissione televisiva |
| 1991 | Bim Bum Bam - Volume 2                | Licia dolce Licia          | Versione originale                                  |
| 1999 | Amiche del cuore                      | Juny peperina inventatutto | Versione originale                                  |
| 2005 | Cartoonlandia Girls                   | Licia dolce Licia          | Versione originale                                  |
| 2006 | Fivelandia 5 & 6                      | Licia dolce Licia          | Versione originale                                  |
| 2006 | Fivelandia 5 & 6                      | Juny peperina inventatutto | Versione originale                                  |
| 2006 | Fivelandia 5                          | Licia dolce Licia          | Versione originale                                  |
| 2006 | Fivelandia 5                          | Juny peperina inventatutto | Versione originale                                  |
| 2010 | Licia e i Bee Hive Story              | Licia dolce Licia          | Versione originale                                  |
| 2010 | Licia e i Bee Hive Story              | Licia dolce Licia          | Versione strumentale                                |
| 2012 | Bim Bum Bam Compilation               | Juny peperina inventatutto | Versione originale                                  |
| 2012 | Karaoke Sigle e Cartoni TV Volume 1   | Juny peperina inventatutto | Cover della base musicale                           |
| 2012 | Karaoke Sigle e Cartoni TV Collection | Juny peperina inventatutto | Cover della base musicale                           |
| 2015 | Fivelandia Story                      | Juny peperina inventatutto | Versione originale                                  |
| 2019 | Fivelandia Reloaded - Volume 5        | Licia dolce Licia          | Versione originale                                  |
| 2019 | Fivelandia Reloaded - Volume 5        | Juny peperina inventatutto | Versione originale                                  |